# Nautisches Dreieck
Das nautische Dreieck oder astronomische Dreieck ist ein sphärisches Dreieck (Kugeldreieck) auf der Himmelskugel. Es wird auch als  „sphärisch-astronomisches Grunddreieck“ bezeichnet, denn seine Seiten und Ecken enthalten Koordinaten eines Himmelskörpers in den beiden am häufigsten gebrauchten astronomischen Koordinatensystemen (Horizontsystem und Orts-Äquatorsystem). Die jeweiligen Koordinaten-Paare werden in ihm anschaulich gegenübergestellt, und die Formeln für die oft notwendige Umrechnung zwischen den beiden Paaren ergeben sich aus den sphärischen Dreieck-Beziehungen.
Das astronomische Dreieck wurde früher häufig in der Seefahrt angewendet, wobei der Aufenthaltsort aus gemessenen Koordinaten eines Gestirns berechnet wurde. Der Teilbegriff nautisches in nautisches Dreieck weist darauf hin.

## Definition

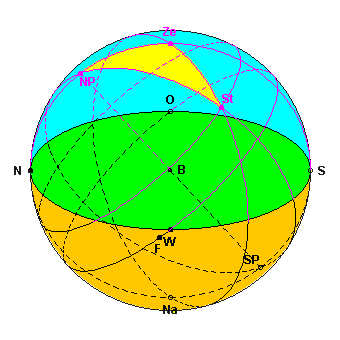
Nautisches Dreieck mit den Ecken NP, Ze und St

Das nautische Dreieck ist das sphärische Dreieck auf der Himmelskugel, das durch folgende Ecken ausgezeichnet ist:
- Zenit (Ze)
- Himmelsnordpol (NP)
- Gestirn (St)

Seine Seiten und Winkel enthalten die Koordinaten der beiden ortsfesten astronomischen Koordinatensysteme folgendermaßen:
- Seitenlänge zw. Zenit u. Himmelsnordpol: {\displaystyle 90^{\circ }-\varphi }
- Seitenlänge zw. Zenit u. Gestirn: {\displaystyle 90^{\circ }-h}
- Seitenlänge zw. Himmelsnordpol u. Gestirn: {\displaystyle 90^{\circ }-\delta }
- Winkel am Zenit: {\displaystyle 180^{\circ }-a}
- Winkel am Himmelsnordpol: {\displaystyle \tau }
- Winkel am Gestirn: i. d. R. nicht gebrauchter “Parallaktischer Winkel”[3]

Dabei werden folgende Bezeichnungen verwendet:
| {\displaystyle \varphi }              | Geographische Breite (Beobachtungsort)                                                   |                           |
| a                                     | Azimut (von Süden an gezählt)                                                            | Horizontsystem            |
| h                                     | Höhe, Elevation (über dem Horizont)                                                      | Horizontsystem            |
| {\displaystyle \delta }               | Deklination des Gestirns                                                                 | Orts-Äquatorsystem        |
| {\displaystyle \tau =\theta -\alpha } | Stundenwinkel                                                                            | Orts-Äquatorsystem        |
| {\displaystyle \alpha }               | Rektaszension der Sonne                                                                  | rotierendes Äquatorsystem |
| {\displaystyle \theta }               | Sternzeit (abhängig von Beobachtungszeit und geographischer Länge des Beobachtungsortes) |                           |

## Umrechnungen
Das nautische Dreieck dient im Allgemeinen zur Umrechnung zwischen den beiden ortsfesten astronomischen Koordinatensystemen.

### Horizontalsystem in Äquatorialsystem
- Gegeben: a, h und φ
- Gesucht: τ und δ

{\displaystyle \sin(\delta )=-\ \cos(h)\cdot \cos(a)\cdot \cos(\varphi )+\sin(h)\cdot \sin(\varphi )}
{\displaystyle \sin(\tau )={\frac {\cos(h)\cdot \sin(a)}{\cos(\delta )}}}

### Äquatorialsystem in Horizontalsystem
- Gegeben: τ, δ und φ
- Gesucht: a und h

{\displaystyle \sin(h)=\cos(\delta )\cdot \cos(\tau )\cdot \cos(\varphi )+\sin(\delta )\cdot \sin(\varphi )}
{\displaystyle \sin(a)={\frac {\cos(\delta )\cdot \sin(\tau )}{\cos(h)}}}

## Anmerkung
1. ↑  Aus den gemessenen relativen Koordinaten Höhe und Azimut eines Gestirns kann nur auf die geographische Breite des Aufenthaltsortes geschlossen werden. Für die Ermittlung der  geographischen Länge wird die derzeitige absolute Koordinate  Rektaszension des Gestirns (eine Koordinate im rotierenden Äquatorsystem, die im sphärischen Grunddreieck nicht erscheint; Entnahme ihres Wertes aus einer jahreszeitlichen Tabelle) und die Sternzeit eines Ortes mit bekannter geographischen Länge gebraucht. Man verwendete i. d. R. eine Uhr am Bord, die die Sternzeit von Greenwich anzeigte. Über eine auch an Bord eines Schiffes ausreichend genau gehende Uhr verfügte man aber erst seit der ersten Hälfte des 18. Jahrhunderts mit der ersten, vom Engländer John Harrison gebauten, sogenannten Längenuhr. Die Differenz zwischen den Sternzeiten am Ort und in Greenwich ist gleich der Längengrad-Differenz zwischen beiden Orten. Die örtliche Sternzeit ist die Summe aus der Rektaszension des beobachteten Gestirns und seinem ermittelten Stundenwinkel (im Grunddreieck einer der Eckwinkel). Beispiel: Siehe Mathematik und ihre Didaktik, 1.5.2 Nautisches Dreieck, Ortsbestimmung, Beispiel 5 auf S. 41.